# ستيف غريسوم
ستيف غريسوم (بالإنجليزية: Steve Grissom)‏ هو سائق سباق أمريكي، ولد في 26 يونيو 1963 في غادسدن في الولايات المتحدة.

## وصلات خارجية
- ستيف غريسوم على موقع Racing-Reference.info (الإنجليزية)